# Venanzio Ortis

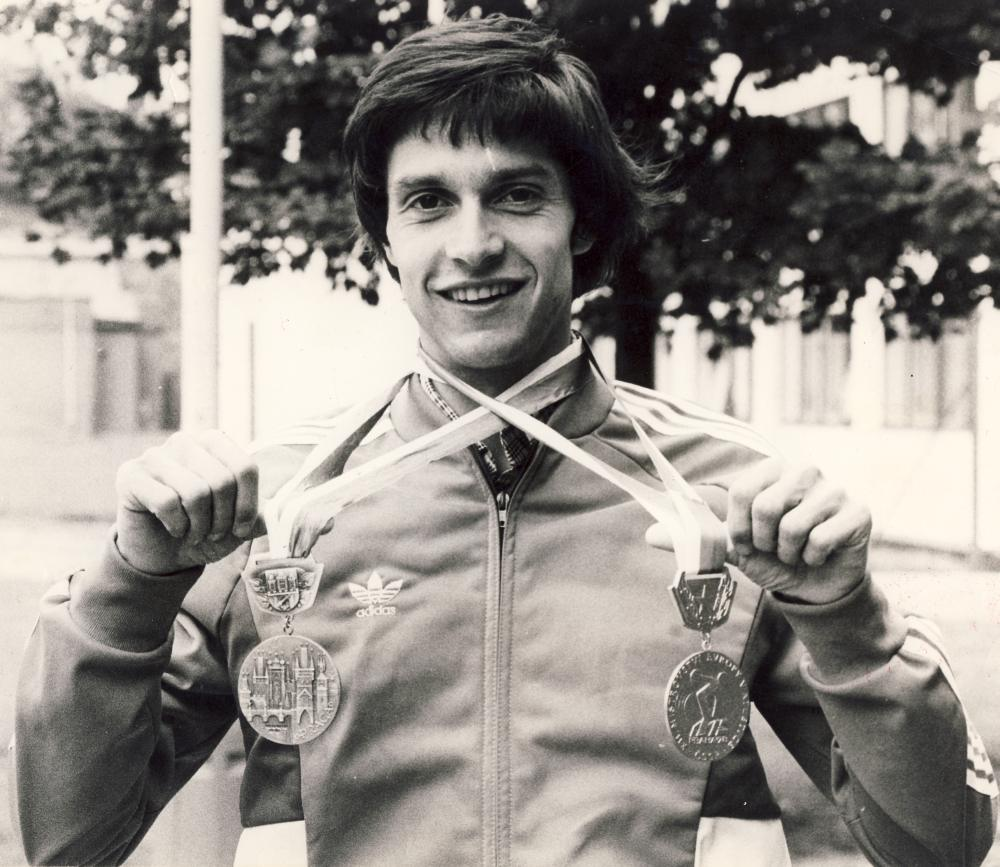
Venanzio Ortis, 1978

Venanzio Ortis (* 29. Januar 1955 in Paluzza, Provinz Udine) ist ein ehemaliger italienischer Langstreckenläufer.
Bei den Crosslauf-Weltmeisterschaften 1974 in Monza gewann er die Silbermedaille im Juniorenrennen. 1976 schied er bei den Olympischen Spielen in Montreal über 5000 Meter im Vorlauf aus.
1978 wurde er bei den Halleneuropameisterschaften in Mailand Achter über 3000 Meter. Im Sommer dieses Jahres dominierte er bei den Europameisterschaften in Prag auf den Langstrecken. Im 10.000-Meter-Lauf gewann er hinter dem Finnen Martti Vainio in 27:31,5 min die Silbermedaille. Über 5000 Meter gewann er in einer Spurtentscheidung in 13:28,5 min vor dem Schweizer Markus Ryffel Gold.
Verletzungsbedingt versäumte er die Olympischen Spiele 1980 in Moskau. Beim Leichtathletik-Weltcup 1981 wurde er Vierter über 10.000 Meter.
Zweimal wurde er italienischer Meister über 10.000 Meter (1976, 1978) und je einmal über 5000 Meter (1977) und im Crosslauf (1980). In der Halle holte er 1978 den nationalen Titel über 3000 Meter.
Auch bei Straßenläufen war er erfolgreich: 1978 gewann er den Giro di Castelbuono und 1981 den Giro al Sas.
Venanzio Ortis ist 1,78 m groß, wog in seiner aktiven Zeit 64 kg und wurde von Franco Colle trainiert. Im Gegensatz zum Gehsport gab es in Italien keine große Tradition im Langstreckenlauf. Insofern war Ortis ein Vorläufer der großen Generation der 1980er Jahre mit Salvatore Antibo, Gelindo Bordin, Alberto Cova und Francesco Panetta.

## Persönliche Bestzeiten
- 3000 m: 7:51,11 min, 24. August 1980, Caorle
  - Halle: 7:53,1 min, 23. Februar 1978, Mailand (ehemaliger italienischer Rekord)
- 5000 m: 13:19,19 min, 9. September 1981, Rieti (ehemaliger italienischer Rekord)
  - Halle: 13:39,43 min, 10. März 1982, Mailand (italienischer Rekord)
- 10.000 m: 27:31,48 min, 29. August 1978, Prag (ehemaliger italienischer Rekord)